# Domicja

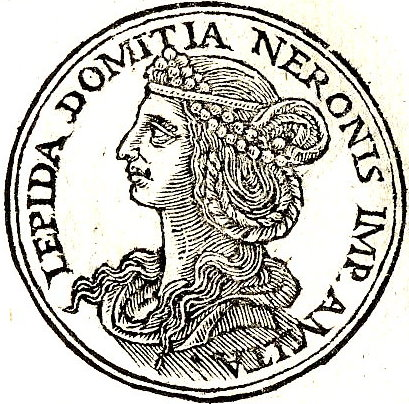
Domicja

Domicja Lepida Starsza (Domitia Lepida Maior) występująca w źródłach najczęściej jako Domicja (Domitia, ur. 19 p.n.e. – zm. czerwiec 59 n.e.) – córka Lucjusza Domicjusza Ahenobarba i Antonii Starszej, była przedstawicielką rzymskiego rodu Domicjuszy Ahenobarbów. Spokrewniona z najpotężniejszymi osobami końca republiki i początków cesarstwa – była wnuczką triumwira Marka Antoniusza i Oktawii Młodszej siostry cesarza Augusta, kuzynką cesarzy Kaliguli i Klaudiusza, ciotką cesarzowej Messaliny i cesarza Nerona. Jej siostrą była Domicja Lepida Młodsza (Domitia Lepida Minor), a bratem Gnejusz Domicjusz Ahenobarbus, ojciec cesarza Nerona.
Poślubiła Decymusa Hateriusza Agrypę, syna znanego mówcy i senatora Kwintusa Hateriusza. Agrypa został konsulem w 22 n.e., zmarł w 32 n.e. jako ofiara terroru rządów cesarza Tyberiusza. Syn Domicji i Agrypy Kwintus Hateriusz Antoninus został konsulem w 53 n.e., by później w latach 57–58 całkowicie roztrwonić swoje dziedzictwo. Drugim jej mężem był Kwintus Juniusz Blesus. Z tego małżeństwa pochodził Juniusz Blesus, legat w Galii w 69. W 33 n.e. poślubiła bogatego i wpływowego senatora Gajusza Sallustiusza Krispusa Pasjena, adoptowanego wnuka historyka Salustiusza. W 41 n.e. na żądanie cesarza Klaudiusza, Domicja i Krispus rozwiedli się, żeby ten ostatni mógł poślubić odwołaną właśnie z wygnania Agrypinę Młodszą. Krispus w ten sposób został ojczymem Lucjusza Domicjusza, późniejszego cesarza Nerona.
Domicja Lepida była silną, bogatą i wpływową osobistością w okresie panowania cesarzy Kaliguli, Klaudiusza i Nerona, rywalizującą o wpływy z Agrypiną Młodszą. Wymuszony rozwód z Krispusem zaostrzył wzajemna wrogość. W 55 n.e. wyzwoleńcy Domicji, Atymet i Parys, wystąpili z oskarżeniem Agrypiny o przygotowywaniu przewrotu przeciwko Neronowi, nie zdołali jednak tego dowieść. Bratanek Domicji, Neron, otruł ją w czerwcu 59 n.e. Przykutej do łóżka długotrwałym zatwardzeniem lekarze podali zabójczą dawkę środków przeczyszczających. Jeszcze nie całkiem zmarła, gdy jej testament został podarty, a majątek zabrany.

## Wywód przodków
| 4. Gnejusz Domicjusz Ahenobarbus |  |                                  |  |  |            |
|                                  |  | 2. Lucjusz Domicjusz Ahenobarbus |  |  |            |
| 5. Emilia Lepida                 |  |                                  |  |  |            |
|                                  |  |                                  |  |  | 1. Domicja |
| 6. Marek Antoniusz               |  |                                  |  |  |            |
|                                  |  | 3. Antonia Starsza               |  |  |            |
| 7. Oktawia Młodsza               |  |                                  |  |  |            |
|                                  |  |                                  |  |  |            |

## Mężowie i dzieci
| Domicja |
| \| 1. Decymus Hateriusz Agrypa \| \| 2. Kwintus Juniusz Blesus \| \| 3. Gajusz Salustiusz Kryspus Pasjen \| |
| 1. Decymus Hateriusz Agrypa                                                                                 |
| 2. Kwintus Juniusz Blesus                                                                                   |
| 3. Gajusz Salustiusz Kryspus Pasjen                                                                         |

| 1. Decymus Hateriusz Agrypa         |
| 2. Kwintus Juniusz Blesus           |
| 3. Gajusz Salustiusz Kryspus Pasjen |

| Kwintus Hateriusz Antoninus |
| konsul w 53 n.e.            |

| Juniusz Blesus |